# Świerzbnica
Świerzbnica (Knautia L.) – rodzaj roślin w zależności od ujęcia zaliczany do rodziny przewiertniowatych Caprifoliaceae lub szczeciowatych Dipsacaceae. Obejmuje około 60 gatunków. Rośliny te występują głównie w Europie, gdzie rośnie 48 gatunków (centrum zróżnicowania rodzaju jest Półwysep Bałkański), poza tym w pozostałej części basenu Morza Śródziemnego, na wschodzie sięgając po Syrię i Kaukaz. W Polsce występują dziko trzy gatunki: świerzbnica karpacka K. kitaibelii, świerzbnica leśna K. dipsacifolia i świerzbnica polna K. arvensis. Na ogół rośliny z tego rodzaju rosną na łąkach, murawach i w widnych lasach. Kwiaty zapylane są przez pszczoły, motyle i muchówki. Nasiona roznoszą mrówki, ponieważ zaopatrzone są one w ciałko tłuszczowe.
Niektóre gatunki uprawiane są jako ozdobne.

## Morfologia

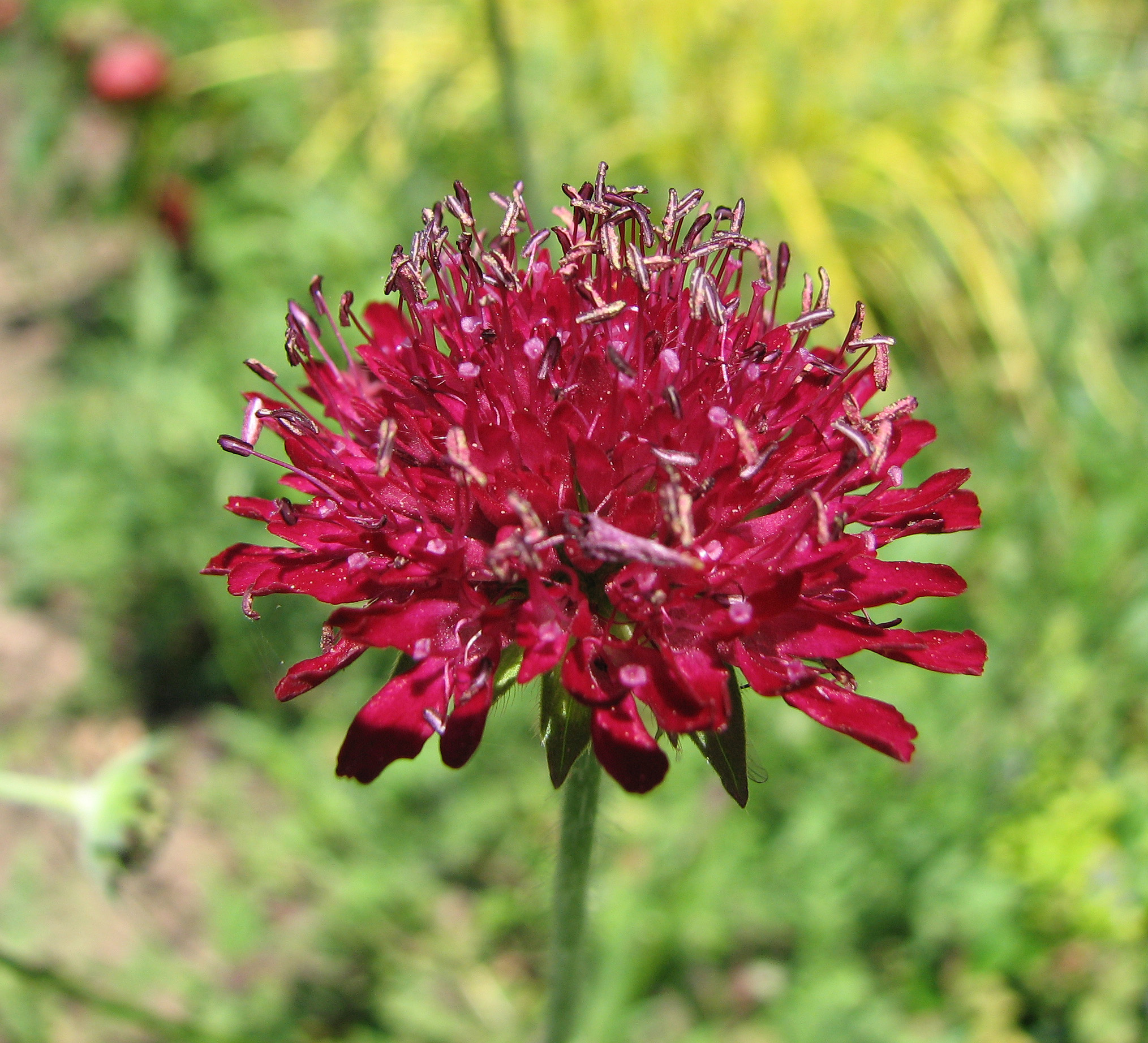
Świerzbnica macedońska

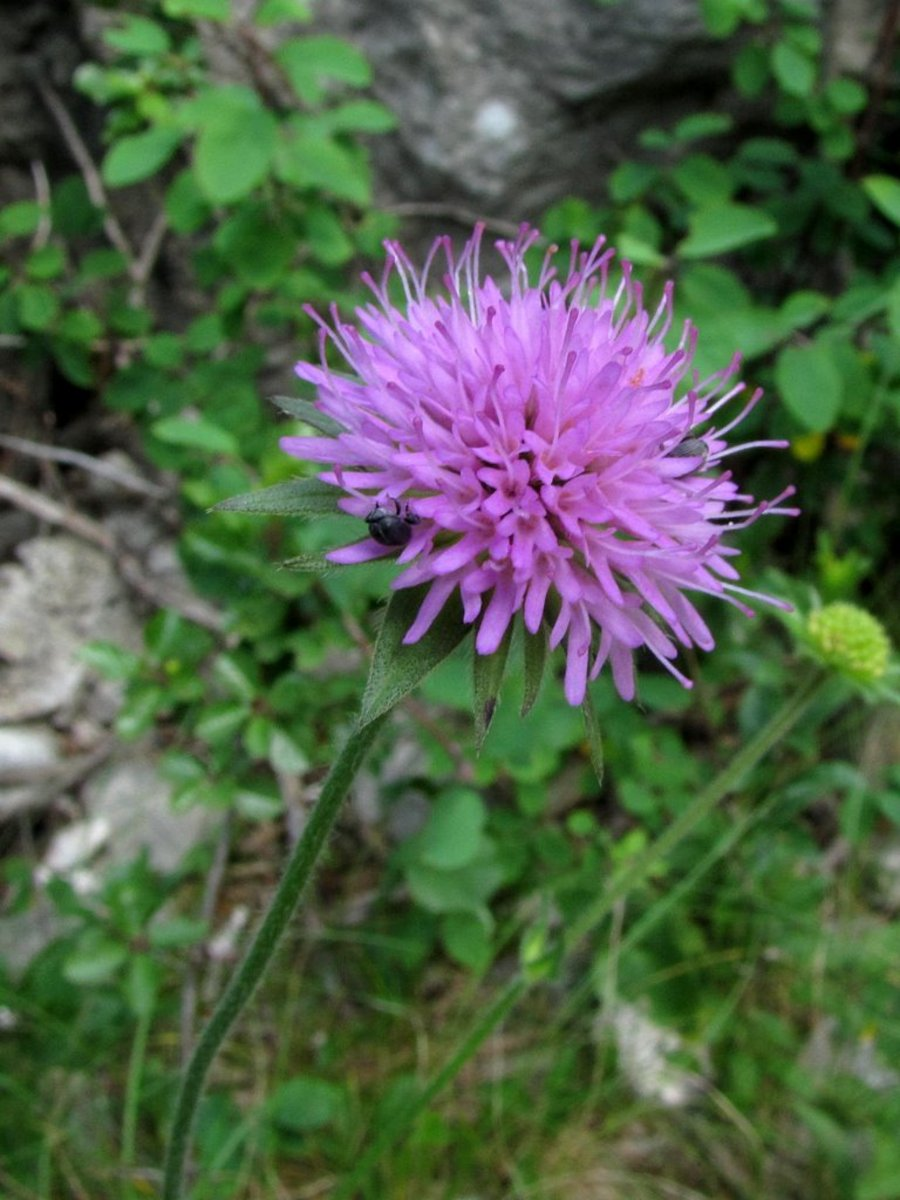
Knautia illyrica

PokrójByliny, rośliny dwuletnie i jednoroczne o pędach osiągających do 50 cm wysokości.
LiścieTworzą przyziemną rozetę. Poza tym ulistnienie na pędzie nakrzyżległe. Dolne liście zwykle całobrzegie lub ząbkowane, górne klapowane pierzasto.
KwiatyObupłciowe lub żeńskie (czasem tylko takie) zebrane są w spłaszczone koszyczki wsparte krótkimi i miękkimi listkami okrywy. Kwiaty brzeżne są większe od umieszczonych wewnątrz kwiatostanu. Kielich składa się z 8 lub większej liczby ości. Korona niebieskofioletowa, różowa, biała lub żółta powstaje w wyniku zrośnięcia czterech płatków, u dołu tworzących krótką rurkę, o łatkach zaokrąglonych. Pręciki cztery. Zalążnia dolna, jednokomorowa, z jednym zalążkiem. Szyjka słupka pojedyncza.
OwoceNiełupki zwieńczone ośmioma lub większą liczbą (do 16) ośćmi trwałego kielicha.

## Systematyka
Rodzaj tradycyjnie zaliczany był do rodziny szczeciowatych Dipsacaceae. Rodzina ta od systemu APG II z 2003 włączana jest w randze podrodziny Dipsacoideae Eaton do rodziny przewiertniowatych Caprifoliaceae (opcjonalnie, a od systemu APG III z 2009 już zupełnie). W obrębie podrodziny tworzy monotypowe plemię Knautieae Tiegh. (1909). W obrębie rodzaju wyróżniane są trzy sekcje: Knautia (dwa gatunki – K. orientalis i K. degenii), Trichera (Schrad.) DC. (co najmniej 50 gatunków) i Tricheroides DC. (dwa gatunki – K. integrifolia i K. byzantina).
Wykaz gatunków
- Knautia adriatica Ehrend.
- Knautia albanica Briq.
- Knautia × alleizettei Chass. & Szabó
- Knautia ambigua Boiss. & Orph.
- Knautia arvensis (L.) Coult. – świerzbnica polna
- Knautia arvernensis (Briq.) Szabó
- Knautia baldensis A.Kern. ex Borbás
- Knautia basaltica Chass. & Szabó
- Knautia byzantina Fritsch
- Knautia calycina (C.Presl) Guss.
- Knautia carinthiaca Ehrend.
- Knautia caroli-rechingeri Micevski
- Knautia × chassagnei Szabó
- Knautia clementii (Beck) Ehrenb.
- Knautia collina (Gaudin) Jord.
- Knautia dalmatica Beck
- Knautia degenii Borbás
- Knautia dinarica (Murb.) Borbás
- Knautia dipsacifolia Kreutzer – świerzbnica leśna
- Knautia × dobrogensis Prodan
- Knautia drymeia Heuff. – świerzbnica dębinowa
- Knautia fleischmannii (Hladnik ex Rchb.) Beck
- Knautia foreziensis Chass. & Szabó
- Knautia godetii Reut.
- Knautia goecmenii Yıldırım
- Knautia gussonei Szabó
- Knautia illyrica Beck
- Knautia integrifolia (Honck. ex L.) Bertol.
- Knautia × intercedens Beck
- Knautia involucrata Sommier & Levier
- Knautia kitaibelii (Schult.) Borbás – świerzbnica karpacka, ś. Kitaibela
- Knautia lebrunii J.Prudhomme
- Knautia legionensis (Lag.) DC.
- Knautia × leucantha Schur
- Knautia longifolia (Waldst. & Kit.) W.D.J.Koch
- Knautia lucana Lacaita & Szabó
- Knautia macedonica Griseb. – świerzbnica macedońska
- Knautia magnifica Boiss. & Orph.
- Knautia mauritanica Pomel
- Knautia mollis Jord.
- Knautia nevadensis (M.Winkl. ex Szabó) Szabó
- Knautia × norica Ehrend.
- Knautia numantina (Pau) Devesa, Ortega Oliv. & J.López
- Knautia × oecsemensis Nyár.
- Knautia orientalis L.
- Knautia pancicii Szabó
- Knautia pectinata Ehrend.
- Knautia persicina A.Kern.
- Knautia × posoniensis Degen
- Knautia ressmannii (Pacher) Borbás
- Knautia rupicola (Willk.) Font Quer
- Knautia salvadoris Sennen ex Szabó
- Knautia × sambucifolia (Godet) Briq.
- Knautia sarajevensis (Beck) Szabó – świerzbnica sarajewska
- Knautia shepardii Post & Beauverd
- Knautia slovaca Štěpánek
- Knautia × speciosa Schur
- Knautia subcanescens Jord.
- Knautia subscaposa Boiss. & Reut.
- Knautia tatarica (L.) Szabó – świerzbnica tatarska
- Knautia transalpina (Christ ex Gremli) Briq.
- Knautia travnicensis (Beck) Szabó
- Knautia × ujhelyii Jáv.
- Knautia velebitica Szabó
- Knautia velutina Briq.
- Knautia visianii Szabó